# جيمس ديفيس (لاعب كريكت)
جيمس ديفيس (بالإنجليزية: James Davis)‏ (11 فبراير 1790 في المملكة المتحدة - 9 أكتوبر 1870 في المملكة المتحدة) هو لاعب كريكت بريطاني (وحمل سابقاً جنسية المملكة المتحدة لبريطانيا العظمى وأيرلندا). لعب مع Kent County Cricket Club ‏ وKent county cricket teams ‏.

## وصلات خارجية
- جيمس ديفيس على موقع إي آس بي آن كريك إنفو (الإنجليزية)